# Choiseul (Haute-Marne)
Choiseul is een gemeente in het Franse departement Haute-Marne (regio Grand Est) en telt 94 inwoners (2009). De plaats maakt deel uit van het arrondissement Chaumont.

## Geografie
De oppervlakte van Choiseul bedraagt 8,4 km², de bevolkingsdichtheid is dus 11,2 inwoners per km².
De onderstaande kaart toont de ligging van Choiseul (Haute-Marne) met de belangrijkste infrastructuur en aangrenzende gemeenten.

## Demografie
Onderstaande figuur toont het verloop van het inwonertal (bron: INSEE-tellingen).

## Geboren in Choiseul
- Yves Simon (1944), schrijver en chansonnier